# Koumbango
Koumbango är en ort i Burkina Faso.   Den ligger i provinsen Province du Bam och regionen Centre-Nord, i den centrala delen av landet, 120 km norr om huvudstaden Ouagadougou. Koumbango ligger 336 meter över havet och antalet invånare är 941.
Terrängen runt Koumbango är platt. Närmaste större samhälle är Kongoussi, 13,0 km söder om Koumbango.
Trakten runt Koumbango består i huvudsak av gräsmarker. Runt Koumbango är det ganska tätbefolkat, med 129 invånare per kvadratkilometer.